# 川原仁
川原 仁（かわはら ひとし、1962年3月12日 - ）は、日本の実業家である。株式会社クラレ代表取締役社長。

## 来歴
埼玉県出身。埼玉県立浦和高等学校を経て、1984年3月に早稲田大学政治経済学部を卒業、同年4月にクラレ入社。入社後は、祖業の繊維や主力の液晶パネル部材など幅広く事業を経験した。常務執行役員、取締役を歴任し、2021年1月1日付で伊藤正明前社長に代わり代表取締役社長に就任。就任会見では、「私が環境、仕組みを作る。2026年の創業100周年に向けて、その後の会社のあるべき姿、方向性を定めていきたい」と意気込んだ。

## 略歴
- 1984年4月 - 株式会社クラレ入社[4]
- 2006年4月 - 機能樹脂・フィルムカンパニーエバール事業部樹脂販売部長[4]
- 2010年4月 - 樹脂カンパニー企画管理部長[4]
- 2013年4月 - ビニルアセテートカンパニーポバールフィルム事業部副事業部長[4]
- 2014年4月 - ビニルアセテートカンパニーポバールフィルム事業部長[4]
- 2016年1月 - ビニルアセテートフィルムカンパニー副カンパニー長[4]
- 2016年3月 - 執行役員[4]
- 2018年1月 - ビニルアセテート樹脂カンパニー長[4]
- 2018年3月 - 常務執行役員[4]
- 2019年3月 - 取締役[4]
- 2021年1月 - 代表取締役社長（現任）[1]